# Gladiolus hyalinus
Gladiolus hyalinus är en irisväxtart som beskrevs av Nikolaus Joseph von Jacquin. Gladiolus hyalinus ingår i släktet sabelliljor, och familjen irisväxter. Inga underarter finns listade i Catalogue of Life.